# 浦鋐
浦鋐（1482年—1542年），字汝器，號竹塘，山東登州衛軍籍，直隸蘇州府嘉定縣人，明朝政治人物。

## 生平
正德二年（1507年）丁卯科山東鄉試第十二名舉人，十二年（1517年）中式丁丑科會試第八十九名，三甲第二百一名進士。刑部觀政，授洪洞縣知縣，嘉靖二年（1523年）升湖廣道監察御史，奏疏武定侯郭勛奸貪，忤旨奪俸，以終養母歸里，丁母憂，服闋，起為河南道監察御史，考察罷職，十八年（1539年）起為浙江道監察御史，十九年（1540年）巡按陝西，二十年（1541年）十二月論救河南道監察御史楊爵被逮下詔獄並受杖，二十一年（1542年）正月六日死於獄中。
隆慶元年（1567年）明穆宗即位後卹典。

## 家族
曾祖浦達；祖父浦安；父浦政，義官。母袁氏。慈侍下。從兄浦鈺（典膳）、浦鑰，從弟浦鍾（典膳）、浦鑑、浦鑌。